# Joseph Peterson

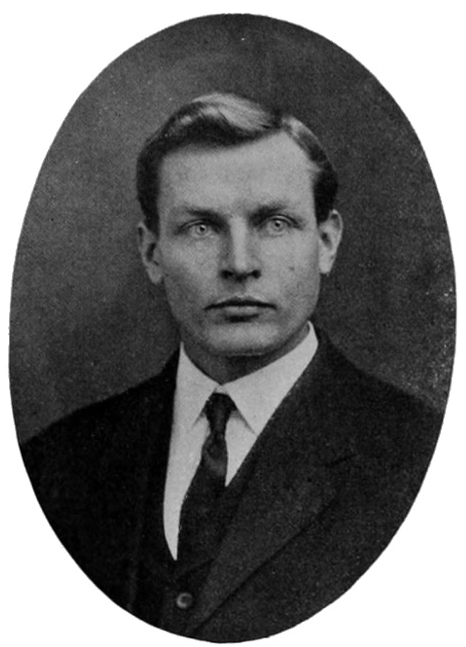
Joseph Peterson

Joseph Peterson (* 8. September 1878 in Huntsville, Utah; † 20. September 1935 in Berkeley) war ein US-amerikanischer Psychologe.

## Leben
Sein aus Dänemark stammender Vater, Hans Jordon Peterson, betrieb eine Farm, die Joseph jährlich einige Monate für den Schulbesuch verlassen konnte. Später besuchte er die Brigham Young University und Universitäten von Utah, Kalifornien und Chicago, wo er 1905 seinen M.S. und 1907 den Ph.D. erwarb. Währenddessen hatte er von 1899 bis 1904 in Utah (Kanab) und Idaho als Schuldirektor gedient.
Er wurde Professor für Psychologie an der Brigham Young University, wechselte 1911 an die University of Utah und 1915 an die University of Minnesota.

## Publikationen (Auszug)
- Early conceptions and tests of intelligence, 1925
- The comparative abilities of white and negro children, 1923
- The psychology of handling men in the army, 1919
- The effect of length of blind alleys on maze learning: an experiment on twenty-four white rats, 1917